# Abelardo Lecca
Abelardo Lecca (Callao, Perú; 7 de enero de 1927 - 2 de febrero de 2023) fue un exdelantero peruano que se desempeñaba como puntero derecho. Era hermano de los también futbolistas Rufino, Nicolás y Juan Lecca.

## Trayectoria
Fue promovido al primer equipo del Sport Boys Association en 1943 proveniente de la categoría infantil y debutó en el torneo de ese año siendo aún juvenil. Luego pasó al Club Atlético Chalaco y al Club Alianza Lima. Luego fue a Ecuador un par de años, para después regresar a Perú y terminar su carrera.

## Clubes
| Club             | País    | Año       |
| ---------------- | ------- | --------- |
| Sport Boys       | Perú    | 1943-1944 |
| Atlético Chalaco | Perú    | 1945      |
| Sport Boys       | Perú    | 1946-1947 |
| Alianza Lima     | Perú    | 1948-1950 |
| Reed Club        | Ecuador | 1951      |
| Emelec           | Ecuador | 1952      |
| Sport Boys       | Perú    | 1953      |
| KDT Nacional     | Perú    | 1954-1957 |

## Palmarés

### Títulos nacionales
| Título           | Club         | País | Año  |
| ---------------- | ------------ | ---- | ---- |
| Primera División | Alianza Lima | Perú | 1948 |